# Deshnoke
Deshnoke est une ville du district de Bikaner au Rajasthan en Inde.
On y trouve entre autres le temple de Karni Mata, aussi appelé « temple des rats ».